# Elgoin

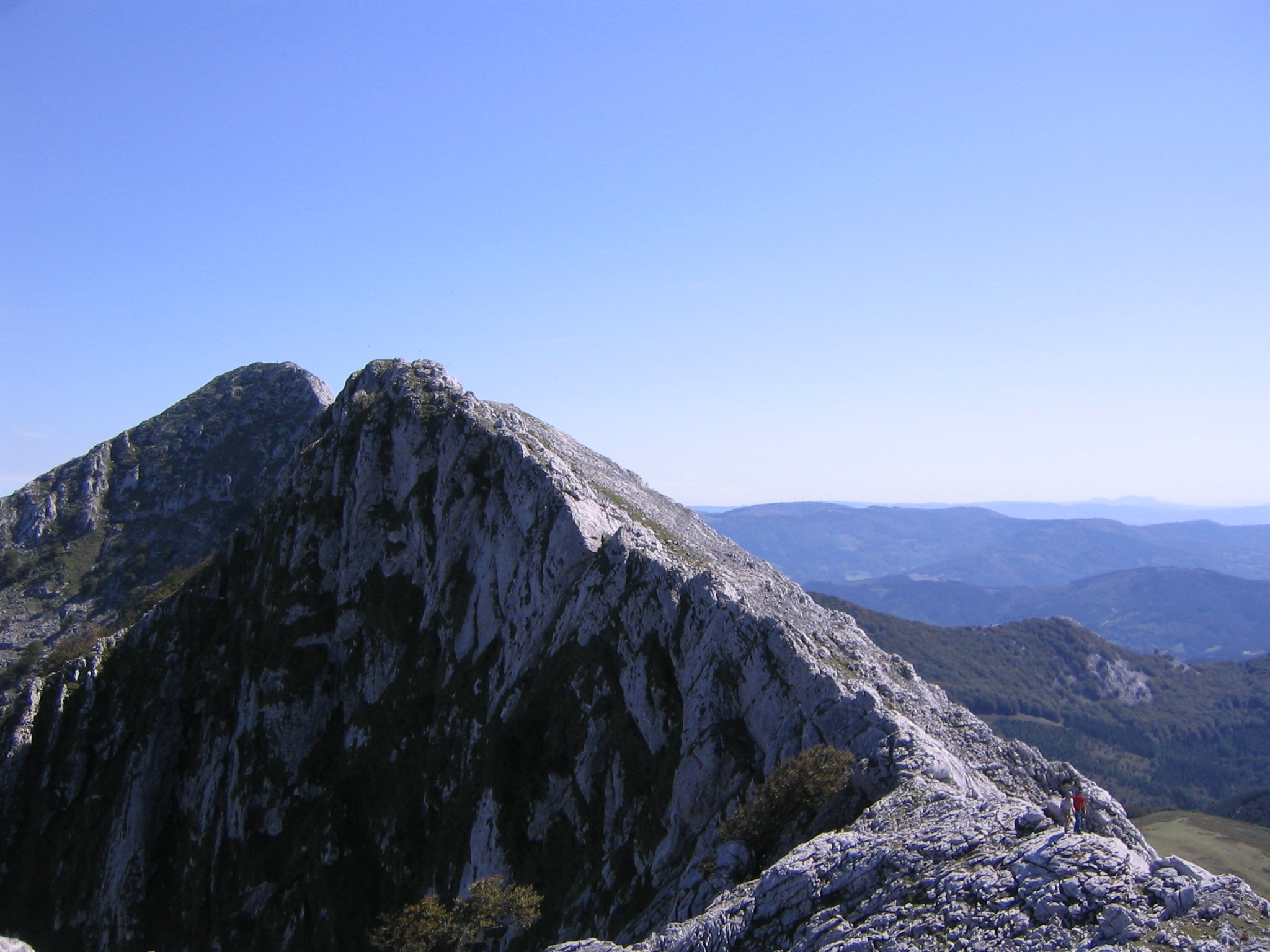
Montanha Elgoin

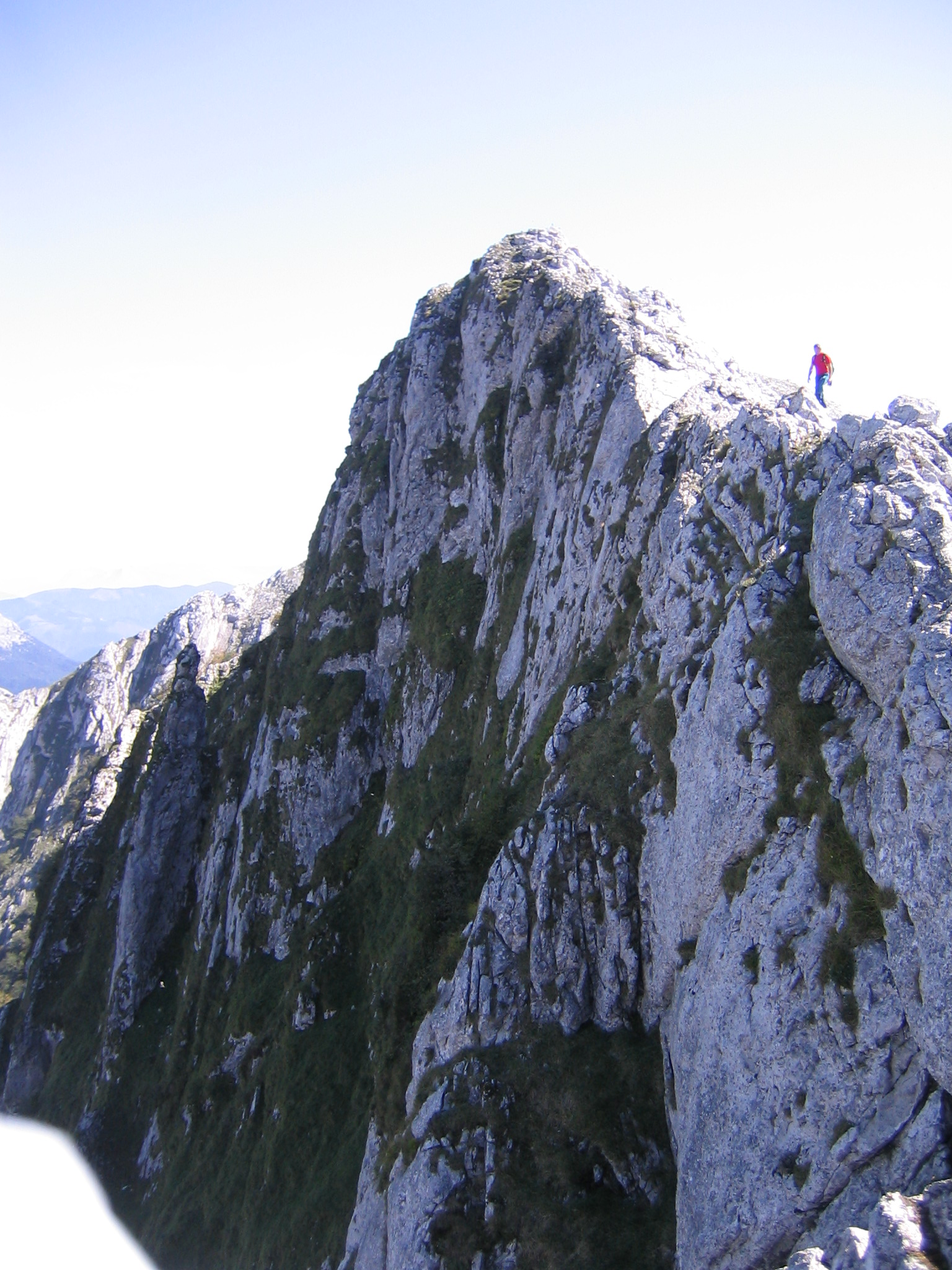

O Elgoin é uma montanha de 1220 metros de altitude pertencente aos Montes Vascos. Está situada em Vizcaya, no País Basco (Espanha).
Situada na Serra de Anboto é um pico secundário da mesma. A montanha encontra-se entre o leste e o vale de Larrano, onde está a capela de Santa Bárbara. As suas coordenadas são: 43° 05' 33,85" N 2° 36' 16,84" O